# Terrell (Teksas)
Terrell je grad u američkoj saveznoj državi Teksas. Prema popisu stanovništva iz 2010. u njemu je živjelo 15.816 stanovnika.